# Louise af Sachsen-Gotha-Altenburg
Louise af Sachsen-Gotha-Altenburg (Prinzeßin Luise Pauline Charlotte Friederike Auguste von Sachsen-Gotha-Altenburg) (født 21. december 1800 i Gotha, død 30. august 1831 i Paris) blev hertuginde af Sachsen-Coburg-Saalfeld ved sit giftermål med hertug Ernst 1. af Sachsen-Coburg og Gotha i 1817. De fik to sønner, hertug Ernst 2. af Sachsen-Coburg og Gotha (1818-1893) og prins Albert (1819-1861), der var gift med Dronning Victoria (1819-1901) af Storbritannien. Deres søn prins Arthur af Storbritannien og Louise Margarete af Preussen var forældre til kronprinsesse Margareta af Sverige, der var mor til dronning Ingrid.
Efter skilsmissen i 1826 fra hertug Ernst 1. fik hun slottet i Altenburg. Han fik Gotha efter Louises afdøde fader, og derved opstod personalunionen mellem Sachsen-Coburg og Sachsen-Gotha. I 1826, blev Louise gift med staldmester Alexander von Hanstein, som hun havde haft et uægteskabeligt forhold med. I 1831 tog de til Paris for lægelige undersøgelser, fordi prinsesse Louise skrantede, og samme år døde hun i Paris af livmoderkræft.